# Regionalny Ośrodek Kultury w Częstochowie
Regionalny Ośrodek Kultury w Częstochowie – instytucja kultury Województwa Śląskiego. Jej siedziba mieści się w Częstochowie przy ul. Ogińskiego 13a.
Placówka powstała na przełomie lat 50. i 60. XX wieku jako Powiatowy Dom Kultury, następnie przekształcony w Powiatową Poradnię Pracy Kulturalno-Oświatowej, będącą filią Wojewódzkiego Ośrodka Kultury w Katowicach. W 1975 roku poradnię przekształcono w Wojewódzki Dom Kultury, zaś w 1991 roku - w Wojewódzki Ośrodek Kultury. Obecną nazwę placówka nosi od 2000 roku.
Ośrodek prowadzi działania, mające na celu wspieranie rozwoju i promocji kultury oraz sztuki, zarówno tej tradycyjnej, jak i współczesnej. Są one realizowane m.in. przez następujące rodzaje działalności:
- organizację cyklicznych imprez kulturalnych, w tym m.in.
  - Międzynarodowego Konkursu Cyfrowej Fotokreacji CYBERFOTO,
  - Międzynarodowego Festiwal Kolęd i Pastorałek im. Ks. Kazimierza Szwarlika,
  - Międzynarodowych Spotkań Folklorystycznych Z DALEKA I BLISKA,
  - Ogólnopolskiego Festiwalu Pieśni Liturgicznej i Pielgrzymkowej GAUDIUM ET GLORIA,
  - Ogólnopolskiego Konkursu Poetyckiego im. Haliny Poświatowskiej,
  - konkursów i przeglądów muzycznych, wokalnych, recytatorskich, teatralnych oraz twórczości ludowej,
- organizację szkoleń i warsztatów,
- działalność wystawiennicza - prowadzenie Galerii ART-FOTO (od 1996 roku).

Ponadto przy Ośrodku od 2011 roku działa Stowarzyszenie kultura.pl.
W 2010 roku Ośrodek obchodził 35-lecie swojej działalności. Wówczas to, w uznaniu zasług został uhonorowany Złotą Odznaką Honorowa Za Zasługi dla Województwa Śląskiego oraz Nagrodą Specjalną Ministra Kultury i Dziedzictwa Narodowego.